# Kenbrell Thompkins
Kenbrell Thompkins (Liberty City, 29 luglio 1988) è un giocatore di football americano statunitense che gioca nel ruolo di wide receiver per gli Oakland Raiders della National Football League (NFL). Al college ha giocato a football all’El Camino Community College (2008-2009) e all'Università di Cincinnati (2011-2012).

## Carriera professionistica

### New England Patriots
Dopo non essere stato scelto nel Draft NFL 2013, Thompkins il 3 maggio 2013 firmò coi New England Patriots. Debuttò come professionista partendo come titolare nella settimana 1 contro i Buffalo Bills, ricevendo 4 passaggi per 42 yard. Nella vittoria della settimana 3 sui Tampa Bay Buccaneers segnò i suoi primi due touchdown su ricezione dal quarterback Tom Brady. La settimana successiva, Thompkins ricevette 6 passaggi per 127 yard e segnò un touchdown nella vittoria sugli Atlanta Falcons.
Nella settimana 6, Thompkins ricevette da Brady il passaggio da touchdown da 18 yard  della vittoria a 5 secondi dal termine nella sfida contro i precedentemente imbattuti New Orleans Saints.
Il 4 ottobre 2014, Thompkins fu svincolato dai Patriots.

### Oakland Raiders
Due giorni dopo, Thompkins firmò con gli Oakland Raiders.

## Statistiche
| Partite totali         | 12  |
| Partite da titolare    | 8   |
| Ricezioni              | 32  |
| Yard su ricezione      | 466 |
| Touchdown su ricezione | 4   |

Statistiche aggiornate alla stagione 2013